# Editorial Gedisa
Gedisa es un editorial fundada por Victor Landman en Barcelona (España) en 1977. Se especializa en libros universitarios de no ficción y ha sido desde sus comienzos ideológica y económicamente independiente. En la actualidad cuenta con un fondo de casi mil títulos y produce a un ritmo de unas 60 novedades al año. Sus primeras filiales hispanoamericanas se crearon en México, en 1982, y poco después en Buenos Aires. Desde mediados de la década de 1990 tiene además distribuidoras exclusivas en Venezuela y representaciones en varios otros países hispanoamericanos.

## Historia de sus colecciones
En la primera década de su historia se crearon las colecciones más emblemáticas de Editorial Gedisa, como “Cla-De-Ma” (Clásicos de Mañana), destinada a todas las disciplinas de humanidades, “Límites de la ciencia” con textos de divulgación de alto nivel sobre los avances más significativos en genética, neurobiología, física o alta tecnología, “El Mamífero Parlante” dedicada a la semiótica, la antropología urbana y los impactos civilizatorios de los nuevos medios de comunicación, “Juegos”, una colección de juegos lógicos y matemáticos de los autores más prestigiosos en este campo, “L.E.A.” (Lectura, Escritura, Alfabetización) que incluye investigaciones sobre aprendizaje, historia y teoría de la lectura y la escritura, “Psicoteca Mayor”, “Serie Freudiana” y “Terapia Familiar”, colecciones que ofrecen libros de introducción y formación permanente para las distintas orientaciones de la salud mental. Además se abrieron dos colecciones de autoayuda y orientación para problemas cotidianos de la vida privada y laboral con los títulos “Psicología” y “Serie Práctica”. Hay que mencionar también las colecciones “Renovación pedagógica”, que incluye textos de carácter innovador en aspectos teóricos y metodológicos de la didáctica escolar, “Debate socioeducativo”, destinada a nuevos enfoques curriculares, de política educativa e innovación teórica y metodológica en educación superior, e “Investigaciones en psicología”, que ofrece estudios sobre los problemas cognitivos y de aprendizaje desde la primera infancia hasta la edad escolar con especial atención a la teoría de Piaget y sus discípulos. Del espíritu de estas tres colecciones surgió en 1997 una ambiciosa serie de amplio espectro bajo el título de “Biblioteca de Educación”, destinada a estudiantes y profesionales de la pedagogía y la enseñanza y que incluye nueve colecciones (Didáctica general, Didáctica especial, Psicología cognitiva, Nuevas tecnologías, Educación superior, Pedagogía de los valores, Educación social y trabajo social, Herramientas universitarias y Temas de Cátedra).

## Autores más significativos
George Steiner, Michel Foucault, Martin Heidegger, Ludwig Wittgenstein, Paul Ricoeur, Ernst Tugendhat, Sigmund Freud, Norbert Elias, Jean Piaget, Noam Chomsky, Ferdinand de Saussure, Umberto Eco, Norberto Bobbio, Francisco Varela, Pierre Bourdieu, Marshall MacLuhan, Jon Elster, Hans-Georg Gadamer, Hannah Arendt, Gregory Bateson, Clifford Geertz, James Clifford, Edgar Morin, Pierre Boulez, Roger Chartier, Jacques Le Goff, Georges Duby, Fernand Braudel, Jack Goody, Donald Davidson, Jacques Derrida, Walter Benjamin, Theodor W. Adorno, Ernst Jünger, Daniel C. Dennett, Richard Rorty, Thomas Nagel, René Thom, Richard C. Lewontin, D. W. Winnicott, Françoise Dolto, Paul Watzlawick, Salvador Minuchin, Gianni Vattimo, Gilles Deleuze, Jean-François Lyotard, Bruno Latour, Marc Augé, Paolo Fabbri, Allan Bloom, Ronald Dworkin, Carlos Santiago Nino, Bruce Ackerman, Dominique Wolton, Teun A. van Dijk, Mario Bunge, Boris Cyrulnik, Emilia Ferreiro, Eliseo Verón, Donatella Di Cesare, Boris Cyrulnik, Dominique Vinck, Rosi Braidotti, Pietro Barbetta y Carlos Sluzki.